# The Locked Heart
The Locked Heart é um filme mudo estadunidense de 1918, do gênero drama, dirigido por Henry King, e estrelado por Gloria Joy, o próprio King e Vola Vale. Não encontrado há algum tempo, seu estado de preservação é desconhecido.

## Sinopse
Harry Mason (Henry King) trabalha fora do pais, mas é chamado de volta por um telegrama. Quando retorna, descobre que sua esposa Ruth (Vola Vale), grávida antes de sua partida, acabou de morrer no parto. Completamente abalado, Harry se recusa a olhar para a bebê, e depois de trancar a porta do quarto que Ruth havia preparado para ser o berçário, ele parte para a Europa, deixando a pequena Martha (Gloria Joy) aos cuidados de seu avô, o Coronel Mason (Daniel Gilfether). Na tentativa de escapar de sua dor, Harry viaja pelo mundo, mas a memória de sua falecida esposa o distrai continuamente, o que o faz decidir voltar para casa, anos depois.
Sem saber da identidade de seu pai, Martha, agora uma garotinha charmosa e espirituosa, faz amizade com Harry e logo o convence a destrancar a porta do berçário. Na escrivaninha do quarto, ele encontra a carta que sua esposa havia deixado para ele anos antes, solicitando que ele cuidasse da garotinha no caso de sua morte. Percebendo todas os momentos que perdeu devido ao luto, Harry revela sua identidade a Martha e a deixa se aproximar cada vez mais, agora se tornando o pai que nunca havia sido.

## Elenco
- Gloria Joy como Martha Mason
- Henry King como Harry Mason
- Vola Vale como Ruth Mason
- Daniel Gilfether como Coronel Mason
- Leon Pardue como O Vilão